# .NET Gadgeteer
.NET Gadgeteerは、オープンソースのラピッドプロトタイピング用ツールキットであり、.NET Micro FrameworkとVisual Studioを用いて、小規模な組み込みシステムを製作することを主な目的としている。
.NET Gadgeteerは、ハードウェアコンポーネントをソフトウェアライブラリでカプセル化するというコンセプトを採っており、ベンダーが供給する種々のハードウェアモジュールを使って、半田付け不要でシステムを組み立てられるようになっている。一方で、3Dプリンタなどを使った筐体のプロトタイピングにも着目しており、使用される各種ハードウェアは3Dモデルのデータが用意されている。
.NET Gadgeteerは、もともとはマイクロソフトリサーチ・ケンブリッジ（英国）で開発された社内ツールであったが、現在はオープンソースソフトウェア/ハードウェアとなっている。 ソフトウェアライブラリはApache License 2.0 、ハードウェア設計はCreative Commons 3.0 ライセンスのもとに公開されており、それらはCodePlexのリポジトリにて入手可能である。ハードウェアベンダーやアマチュアは、自由に.NET Gadgeteer互換ハードウェアを製作することができる。

## ソフトウェア構成
.NET GadgeteerライブラリはC#で記述され、.NET Micro Frameworkの上位層として構築されている。.NET Gadgeteerアプリケーションは、.NET Micro Frameworkアプリケーションと同様にC#ないしVisual Basicで記述するが、.NET Gadgeteerライブラリが提供するハードウェアをカプセル化した抽象度の高いAPIを使用する。
また、.NETのGUIアプリケーションのフォームデザイナに似た操作感をもつ.NET Gadgeteer Designerを用いてハードウェアを視覚的に配置し、それらをソフトウェア上のオブジェクトとして扱うことができる。

## ハードウェア構成
.NET Gadgeteerのハードウェアは、マイクロコントローラを搭載したメインボードと、周辺機能を搭載したモジュールからなり、メインボードとモジュールは標準の10ピンコネクタで接続される。メインボード上のソケットは、形状はすべて同じ10ピンコネクタだが、接続できるモジュールの種別には異同(1種類または複数種類)があり、コネクタの隣に記されているアルファベットが接続できるモジュールの種別を示している。各々のモジュールには、種別を表すアルファベットが示されている（しかし、電源モジュールを一個だけ使っているのであれば、たとえ間違ったモジュールの接続をしても、ハードウェアを損傷することはない）。USBや電池などによって電源を供給するモジュールは、基板が赤い色で目立つようになっている。これは、電源の衝突によってデバイスを損傷する恐れをなるべく避けるためである。

## 主要ベンダー
- GHI Electronics
- Love Electronics
- Micromint
- Mountaineer Group
- Seeed Studio
- Sytech design

## メインボード
| メインボード      | クロック[MHz] | プロセッサ             | コア数 | ソケット数 | 幅[mm] | 長さ[mm] | 製造者            |
| ----------------- | ------------- | ---------------------- | ------ | ---------- | ------ | -------- | ----------------- |
| Argon R1          | 120           | LPC1788 Cortex-M3      | 1      | 14         | 57     | 92       | Love Electronics  |
| Eth Mainboard 1.0 | 168           | ARM7 STM32F407         | 1      | 8          | 42     | 57       | Mountaineer Group |
| USB Mainboard 1.0 | 168           | ARM7 STM32F407         | 1      | 9          | 32     | 57       | Mountaineer Group |
| Nano              | 200           | Freescale ARM920T      | 1      | 10         | 42     | 57       | Sytech Design     |
| FEZ Spider        | 73            | ARM7 LPC2478           | 1      | 14         | 52     | 57       | GHI Electronics   |
| FEZ Hydra         | 200           | ARM9 AT91SAMRL         | 1      | 14         | 62     | 87       | GHI Electronics   |
| FEZ Cerberus      | 168           | ARM7 STM32F405         | 1      | 8          | 47     | 57       | GHI Electronics   |
| FEZ Cebuino Bee   | 168           | ARM7 STM32F405         | 1      | 3          | 55     | 80       | GHI Electronics   |
| Bambino 200       | 204           | LPC4330 Cortex-M4 & M0 | 2      | 5          | 58     | 102      | Micromint         |
| Bambino 200E      | 204           | LPC4330 Cortex-M4 & M0 | 2      | 10         | 58     | 102      | Micromint         |

## モジュール
一例として、下記のようなモジュールがベンダーから供給されている。
- 各種センサ（加速度、ジャイロ、磁気、距離、気圧、光、温度/湿度、ジョイスティックなど）
- 通信インタフェース （イーサネット、Wi-Fi、USB、RS-232C、CANなど）
- ストレージ（SDカード、microSDカード、フラッシュメモリなど）
- 画面（液晶タッチパネル、キャラクタ液晶など）
- 制御（汎用入出力、PWMパルス出力、LED、ボタン、モータードライバなど）
- オーディオ（MP3デコーダ、アンプ、スピーカーなど）
- カメラ